# Carles X de França
Carles X de França (Palau de Versalles, 9 d'octubre de 1757 - Goritz, Il·líria, 6 de novembre de 1836) va ser rei de França i de Navarra, així com copríncep d'Andorra, des de 1824 fins a 1830 com a successor del seu germà Lluís XVIII de França. Va rebre al néixer el títol de duc d'Alvèrnia que va portar fins a la revolució. El seu nom de naixement era Carles Felip.

## Comte d'Artois

### Abans de la Revolució
Carles-Felip fou el cinquè fill de Lluís, Delfí de França i de la seva muller Maria Josepa de Saxònia. Els seus avis paterns foren Lluís XV de França i la seva esposa, la reina Maria Leszczyńska; els seus avis materns, foren el rei August III de Polònia, també elector de Saxònia, i la seva dona Maria Josepa d'Àustria, filla de l'emperador Josep I. En el moment del seu naixement, li fou concedit el títol de comte d'Artois. Durant gran part del regnat del seu germà Lluís XVI de França, el comte d'Artois ocupà el quart lloc en la línia successòria després dels fills del rei i del seu germà gran el comte de Provença. Sota el regnat de Lluís XVIII, Carles esdevingué presumpte hereu de la Corona i fou conegut com a "Monsieur", tractament donat a França al més gran dels germans del rei.
Carles tenia una personalitat atractiva, era atent i, a més, bon conversador. Malgrat el seu hedonisme juvenil era un devot catòlic, cosa que el va unir a la seva germana Madame Elisabeth. El 1782 Carles assistí com a observador al setge franco-espanyol de Gibraltar i va presenciar-hi la destrucció de les bateries flotants.
El 1773, en ocasió del seu matrimoni, se li va donar un apanatge, destacant el títol de duc d'Angulema (a més dels seus títols de duc d'Alvèrnia, de Mercoeur, de Berry i de Châteauroux, comte d'Artois, de Poitou, d'Argenton, i de Ponthieu, i vescomte de Llemotges, sent conegut durant la revolució com "el comte d'Artois").
El 16 de novembre de 1773 es va casar amb la filla de Víctor Amadeu III de Sardenya i de la infanta Maria Antònia d'Espanya, la princesa Maria Teresa de Savoia, que li donà quatre fills: 
- SAR el príncep Lluís Antoni de França, nat a Versalles el 1775 i mort a Görz el 1844. El seu pare li va cedir al néixer el títol de duc d'Angulema (que es va conservar després de la revolució com a títol nominal). Es casà amb la princesa Maria Teresa de França

- SAR la princesa Sofia de França, nada a Versalles el 1776 i morta el 1783.

- SAR el príncep Carles Ferran de França, duc de Berry, nat a Versalles el 1778 i mort a París el 1820. Es casà amb la princesa Maria Carolina de Borbó-Dues Sicílies.

- SAR la princesa Maria Teresa de França, nascuda a Versalles el 1783 i morta a Choisy-le-Roy el 1783.

A la seva joventut Carles fou conegut com a seductor. Va travar una amistat amb la seva cunyada la reina Maria Antonieta tan profunda que va córrer el rumor que eren amants. Aviat, però, començà una relació amorosa amb Louise de Polastron (nascuda d'Esparbès de Lussan, 1764-1804), cunyada d'una amiga íntima de Maria Antonieta, la Duquessa de Polignac. Aquesta relació va durar fins a la mort de Louise.
Com a pare, Carles tenia més bona relació amb el seu fill petit Carles Ferran, que se li assemblava tant en aspecte com en personalitat, mentre que amb el seu fill gran, Lluís Antoni, la relació no era tan fluida perquè Lluís Antoni era reservat, feble, introvertit, de temperament nerviós i amb algunes tendències liberals.

### Durant la Revolució
La primera manifestació política del comte d'Artois va donar-se el 1786, arran de la primera crisi de la Monarquia. Llavors, a la cort de Lluís XVI, encapçalà la facció reaccionària partidària de suprimir els privilegis fiscals de l'aristocràcia però contrària a l'abolició dels privilegis socials de la noblesa i de l'Església. Segons Carles, calia reformar les finances de França però sense qüestionar la Monarquia. Tal com ell mateix ho deia: era l'hora de reparacions no pas de demolició. Per altra banda, durant la reunió dels Estats Generals també provocà malestar entre el Tercer Estat oposant-se a qualsevol iniciativa que n'incrementés el vot. Per això Lluís XVI va criticar-lo retraient-li ser "més reialista que el rei".
D'acord amb el Baró de Breteuil, Carles havia forjat aliances polítiques per forçar la destitució de Jacques Necker, ministre amb tendències massa liberals. Ara bé, la seva aliança amb Breteuil acabà malament perquè el comte d'Artois va prendre una iniciativa per assegurar-se la destitució de Necker abans del que s'havia previst i sense haver-li consultat.
Després de la presa de la Bastilla (14 de juliol de 1789), Lluís XVI va ordenar al comte d'Artois de marxar de França: en primer lloc, per evitar que l'assassinessin a causa de les seves postures reaccionàries; i, en segon lloc, perquè representés la Casa Reial a l'estranger i es fes càrrec de la dinastia si passava el pitjor.
A l'exili, primer a Alemanya i després a Itàlia, Carles va témer que el seu germà, el comte de Provença s'aliés amb la Revolució i acabés traint la Monarquia. Per altra banda, va nomenar membre del seu consell Calonne, cosa que el va enfrntar amb Maria Antonieta. Per això es va sentir culpable després de la seva execució a la guillotina (1793). Aleshores el principal aliat de Carles a l'estranger va ser la tsarina Caterina la Gran de Rússia, que el preferia al Baró de Breteuil, el seu rival com a cap dels reialistes a l'exili.
Posteriorment, el comte d'Artois va emigrar al Regne Unit, on Jordi III li va permetre residir a Holyrood House, un palau reial d'Edimburg. Carles no s'hi va trobar pas a gust amb l'ambient ultraprotestant de la ciutat i va passar la major part de la seva estada a palau. La relació amb el comte de Provença, resident a Mittau (Rússia), no resultà gaire fluïda, sobretot quan es va fer evident que no es preocupava gaire dels problemes econòmics del seu germà.
A la mort de Louise de Polastron (1804), a qui Carles estimava molt, feu vot de perpètua castedat. Des d'aleshores va esdevenir encara més devot i va donar suport als corrents ultraconservadors de l'Església.
El seu fill gran, Lluís Antoni, a qui Lluís XVIII va concedir el títol de duc d'Angulema, va casar-se amb Maria Teresa de França, filla de Lluís XVI, mentre que el duc de Berry va casar-se en secret amb Amy Brown qui, a més de ser protestant, no era de sang reial. Quan aquest matrimoni es va descobrir, fou anul·lat, probablement per ordre de Carles. Després, el duc de Berry es va casar amb Maria Carolina de Borbó-Dues Sicílies, matrimoni del qual, el 1820, nasqué Enric, comte de Chambord.

## Monsieur
El 1814, quan a França es va restaurar la Monarquia amb Lluís XVIII de França, Carles encara vivia a Edimburg. El rei i Monsieur no s'avenien gaire perquè Carles trobava Lluís XVIII irreligiós i caragirat. Per altra banda, Carles mai no va voler saber res amb cap dels que pretenien ser Lluís XVII perquè estava convençut que el seu nebot havia mort a París, a la presó del Temple el 1795.
Durant el regnat de Lluís XVIII, Monsieur encapçalà l'oposició ultrareialista, que va prendre el poder després de l'assassinat del duc de Berry, fill de Carles (1820), fet que va dur a la caiguda del govern d'Élie Decazes i al nomenament com a primer ministre del Comte de Villèle. Carles mai no es va recuperar del trauma de l'assassinat del seu fill.

## Regnat

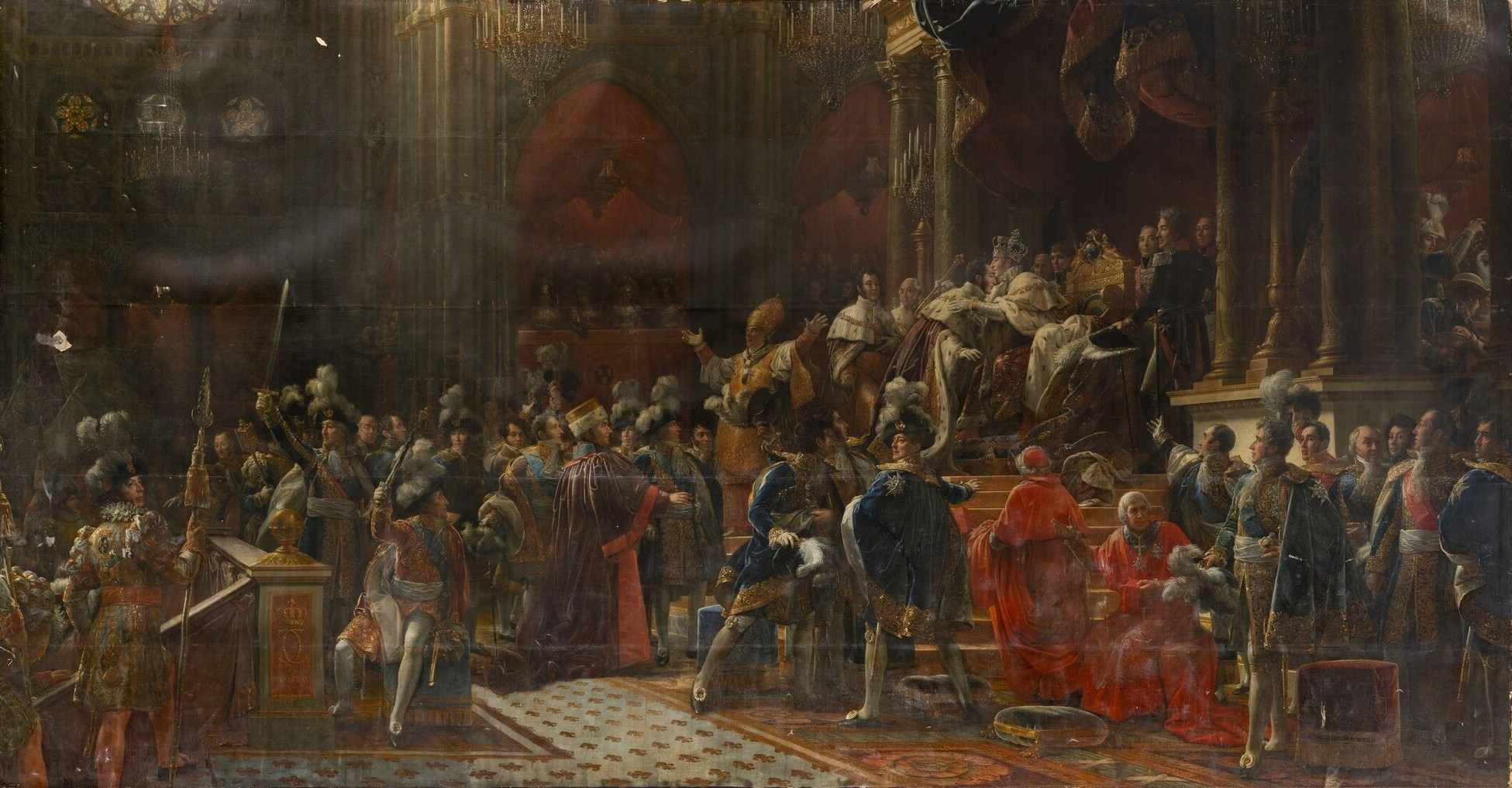
Coronació de Carles X per François Gérard.

A la mort de Lluís XVIII el 16 de setembre de 1824, sense descendència, la corona passà al seu germà Carles X. La seva cerimònia de coronació, celebrada el 28 de maig de 1825, va ser un revival de la monarquia absoluta de l'Antic Règim. Carles X fou consagrat a la catedral de Reims per l'arquebisbe amb gran pompa; fins i tot, es va dur a terme l'antic ritual que el rei toqués els malalts d'escròfula perquè així es guarissin miraculosament. Així, el nou rei marcava un contrast amb el seu predecessor, qui ni tan sols havia tingut cerimònia de coronació.
Poc després d'haver accedit al tron Carles X aconseguí que la Cambra dels Diputats aprovés la Llei contra el Sacrilegi que preveia la pena de mort per a qui robés o destruís l'Hòstia. Ningú no va ser executat mai en aplicació d'aquesta llei, però el seu valor simbòlic resultava significatiu.
El 1827, sota pressió de la premsa liberal, el govern Villèle va acabar dimitint. El seu successor, el Vescomte de Martignac, va intentar seguir una línia centrista, però el 1829 el rei va nomenar en el seu lloc el nebot de Louise de Polastron, Jules Armand de Polignac, un ultrareaccionari que va iniciar la colonització d'Algèria.
El març de 1830 François Guizot pronuncià un discurs demanant una major llibertat política a la Cambra de Diputats i la moció es va aprovar 221 contra 181. Carles X hi va respondre dissolent la Cambra el 16 de maig i convocant noves eleccions que van reforçar l'oposició al tron, que va augmentar fins als 284 escons. El 25 de juliol de 1830, després d'un llarg període d'agitació, primer ministerial i després parlamentària, Carles X va intentar un cop de força per mitjà de les "Ordenances de Juliol" establint un rígid control sobre la premsa i la restricció del sufragi, que van dur a l'esclat de la Revolució de Juliol, a conseqüència de la qual, el 30 de juliol de 1830, Carles X hagué d'abdicar al Castell de Rambouillet i fugir cap a Anglaterra.
Les noves autoritats rebutjaren la possibilitat de reconèixer com a rei el duc d'Angulema ("Lluís XIX") o el comte de Chambord ("Enric V"); al final, fou entronitzat Lluís Felip d'Orleans com a rei dels francesos (1830-1848).

## Exili
Després d'una breu estada a Gran Bretanya, Carles X s'establí a Praga. Va morir víctima del còlera el 6 de novembre de 1836 al palau del comte Michael Coronini Comberg zu Graffenberg a Gorizia, actualment a Itàlia, cuidat per la seva neboda -i nora- Maria Teresa de França.
Va ser enterrat en una cripta sota l'Església de l'Anunciació del convent franciscà de Kostanjevica (Nova Gorica, Eslovènia), on se li van unir el seu fill Lluís (1844) i després la seva dona, Marie-Thérèse, filla gran de LluísXVI i Maria Antonieta (1851), i més tard els seus néts, la duquessa de Parma (1864), el comte de Chambord (1883) i la seva dona (1886).